# Wegestock Blankpfad (Glehn)

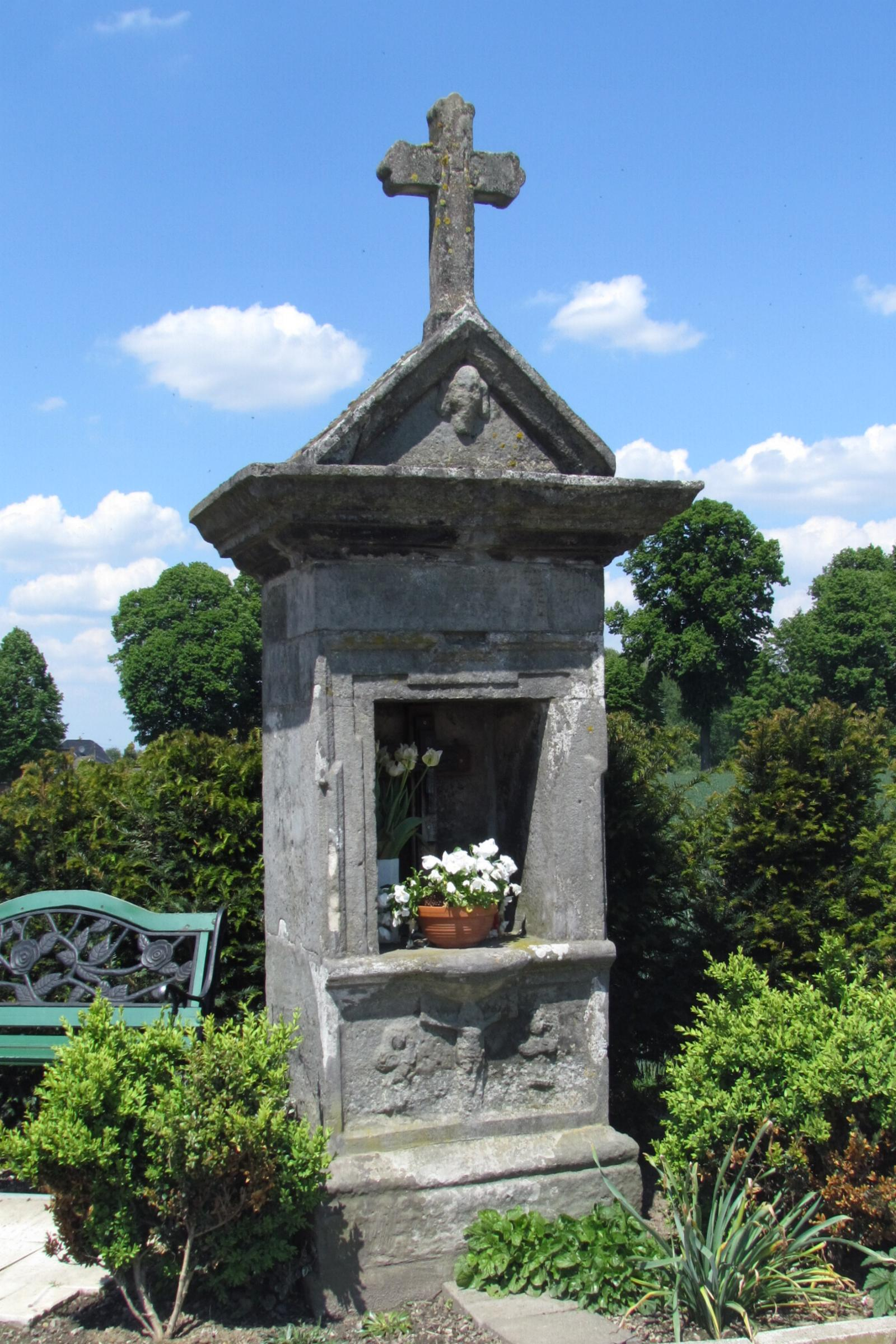
Wegestock

Der Wegestock Blankpfad steht im Stadtteil Glehn in Korschenbroich  im Rhein-Kreis Neuss in Nordrhein-Westfalen.
Der Wegestock wurde 1709 erbaut und unter Nr. 052 am 12. September 1985 in die Liste der Baudenkmäler in Korschenbroich eingetragen.

## Architektur
Der Bildstock wurde aus Sandsteinblöcken gefertigt und steht auf quadratischem Sockel mit tiefer Rechtecknische Er hat ein ausladendes Kranzgesims und ist übergiebelt. Das Kreuz fehlt.